# ویلاسپچیوسا
ویلاسپچیوسا (به ایتالیایی: Villaspeciosa) یک کومونه در ایتالیا است که در استان کالیاری واقع شده‌است. ویلاسپچیوسا ۲۷٫۳ کیلومتر مربع مساحت و ۲٬۰۳۹ نفر جمعیت دارد.